# 嘉萊王國

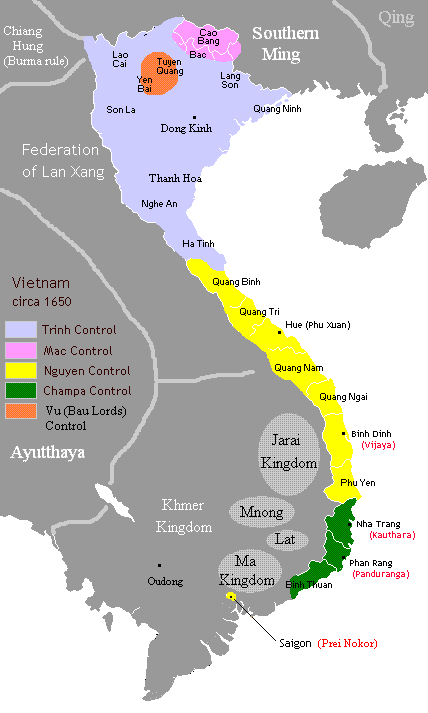

嘉萊王國（Ala Car P'tao Degar）是越南西原地區由嘉萊族和埃地族建立的一系列已不存在的政權。越南史料稱之為南蟠。
嘉萊王國原為占城的一部份。1471年，越南的黎聖宗滅占城，占城殘餘勢力分裂為三國：占族的賓童龍、埃地族的古笪羅（華英）、以及嘉萊族的南蟠，這些都是原來占婆聯盟的組成國。黎聖宗割石碑山以西之地給占城餘胤，封為南蟠國。
嘉萊王國位於今日嘉萊省、崑嵩省和多樂省。其最強大的兩個部落是北部的水舍和火舍。
嘉萊王國於19世紀才解體。